# Satiră

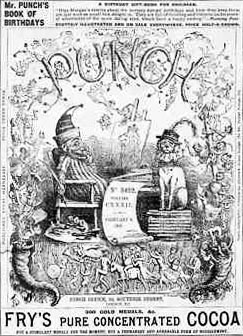
Ediţia din 1867 a revistei englezească de satiră Punch.

Satira este o formă literară de critică a slăbiciunilor individuale, sociale sau general omenești, adesea într-un mod acuzator. Caracteristicile stilistice ale satirei sunt ironia, exagerarea caricaturală a unor aspecte particulare și construirea unor relații neobișnuite de aparență absurdă. Conținutul unei satire reflectă condițiile sociale ale momentului istoric și variază cu acestea în forme diverse de exprimare. Etimologic, termenul provine din cuvântul latin satura, inițial cu sensul de "dezordine" sau "harababură", mai târziu desenând forma literară curentă. Sintagma satura lanx desemna un taler conținând un amestec fructe și alte alimente, oferite ca ofrandă zeiței Ceres. Cu semnificația de "amestec", termenul este folosit de Ennius, între secolele al III-lea și al II-lea a.Chr., ca titlu al culegerii sale de poeme variate și în metri diferiți, "Saturae".

## Satira în literatura clasică antică

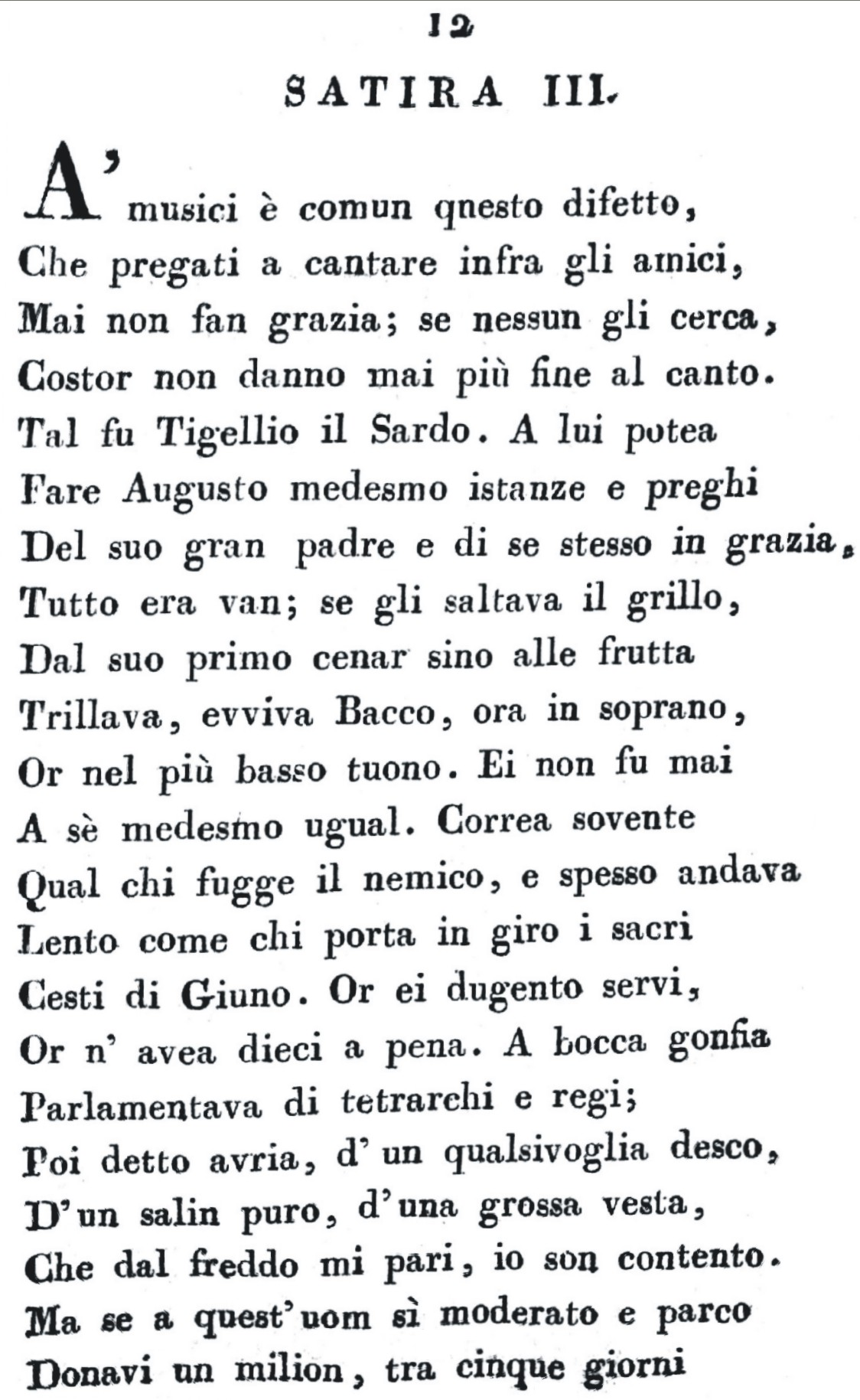
"Le e satire l'epistole di Q. Orazio Flacco", tipărită în 1814.

La vechii greci satira nu a avut o tradiție deosebită. O excepție o constituie versurile batjocoritoare ale lui Archilochos din secolul al VII-lea a.Chr. Ca forme exemplare ale dramelor satirice grecești sunt considerate comediile lui Aristofan din secolul al V-lea a.Chr. În secolul al III-lea a.Chr., filosoful grec Menippos scrie operele denumite mai târziu "Satirele menippeice". Se poate spune că satira este o creație prin excelență a romanilor. Quintilianus declara cu mândrie: satura tota nostra est ("satira este în întregime a noastră"). În secolul al II-lea a.Chr., Gaius Lucillius, în cele 30 de cărți de satire ale sale, stabilește tiparele genului, impunându-i caracterul satiric în accepțiunea de azi.
Primul mare satiric, ale cărui opere au servit ca model generațiilor ulterioare de scriitori, a fost poetul Quintus Horatius Flaccus. În cele două cărți cu satire, numite de Horațiu Sermones ("Convorbiri"), sub forma unui dialog cu Maecena, sunt tratate teme etice, criticându-se ambiția nemăsurată, prostia, avariția, într-un mod tolerant și cu humor. Într-un ton mai sever sunt formulate cele 16 satire ale contemporanului său Juvenal, aparținător al filosofiei stoice. Martial, prieten cu Juvenal, a fost un maestru al epigramei, publicate în 15 cărți, în care critică într-o formă zdrobitoare decadența moravurilor societății romane. În secolul I p. Chr. apar povestirile lui Petronius Arbiter, grupate sub titlul "Satyricon", relatând aventurile a doi reprezentanți ai societății contemporane. Celebru este fragmentul intitulat "Ospăț la Trimalchio", în care gazda se străduiește în zadar să abată discuțiile de la teme obscene, propunând convorbiri cu subiecte literare sau filosofice.

## Satira în Evul Mediu
Multe din producțiile literare medievale au conținut satiric: Les Fabliaus, fabulele din lumea animalelor și povestirile alegorice de tipul "Roman de la Rose" din secolul al XIII-lea. În Anglia este de remarcat în secolul al XIV-lea Geoffrey Chaucer, care reunește în "Canterbury Tales" ("Povestiri din Canterbury") satire îndreptate împotriva moravurilor clerului, nobilimii și burghezimii.

## Renașterea
În perioada Renașterii, satira în proză devine prevalentă față de cea în versuri. Maeștrii acestei forme sunt Sebastian Brant, care ia peste picior întregul spectru al slăbiciunilor omenești (Das Narrenschiff, 1494 - "Corabia nebunilor"), François Rabelais, apărător al idealurilor umaniste cu mijloace comice și jocuri originale de cuvinte (Pantagruel, 1532 și Gargantua, 1534), Erasmus din Rotterdam (Encomium moriae sau Laus stultitiae 1509 - „Elogiul nebuniei”), Miguel de Cervantes, critic al maniei romanelor „cavalerești” (Don Quijote), 1605-1615. De mare circulație s-au bucurat și povestirile populare cu accentuat caracter satiric reunite în Aventurile lui Till Eulenspiegel (1510).
În secolul al XVII-lea, satira este prezentă în literatura engleză atât în piesele de teatru ale lui Ben Jonson, cât și în poemele lui Samuel Butler și John Drydens (Absalom și Architophel, 1681-1682). În Franța se remarcă dramele satirice ale lui Molière, în care critică ipocrizia (Tartuffe), avariția (L'avare), prețiozitatea doamnelor închipuite (Les femmes savantes, Les précieuses ridicules), parvenitismul (Le Bourgeois gentilhomme) etc. Contemporanul său, criticul Nicolas Boileau-Despréaux, publică 12 satire în versuri, în care critică decăderea moravurilor în viața publică și privată.

## Secolul al XVIII-lea
O dată cu iluminismul, satira cunoaște o perioadă de înflorire, începând cu Anglia. Un clasic al acestui gen a fost John Gay, a cărui Beggar's Opera ("Opera cerșetorilor", 1728) a servit mai târziu ca model pentru Die Dreigroschenoper ("Opera de trei parale", 1928) a lui Bertolt Brecht și Kurt Weill. Printre cei mai importanți scriitori satirici englezi din această perioadă sunt de menționat poetul Alexander Pope, eseistul Joseph Addison, romancierul Henry Fielding și, în special, irlandezul Jonathan Swift. Stilul satiric al lui Swift este de o ironie mușcătoare și impregnată de pesimism. "Călătoriile lui Guliver" (1726) au căpătat mai târziu renumele nemeritat de "literatură pentru tineret", fiind în realitate o operă acuzatoare la adresa raporturilor politice și condițiilor sociale ale vremii sale.
Criticile curajoase ale relațiilor din societate sau atacurile țintite asupra unor persoane sus puse s-au lovit adesea de rigorile cenzurii. Așa, de exemplu, romanul lui Voltaire, Candide, o critică radicală a principiilor religioase și sociale ale epocii, a stârnit discuții furtunoase și controversate, fiind, în cele din urmă, pus la index. În 1796, Schiller și Goethe au publicat - după modelul lui Martial - o serie de epigrame redactate împreună, intitulate Xenien, în care critică fără menajamente anumite aspecte ale literaturii din timpul lor.

## Secolul al XIX-lea
În literatura de limbă engleză, satira pierde ceva din vigoarea predecesorilor. Sunt totuși de menționat câțiva maeștri ai genului ca Charles Dickens, William Makepeace Thackeray, precum și americanii Mark Twain și Ambrose Bierce. În Germania excelează romancierii Jean Paul și Wilhelm Hauff, dar mai ales Heinrich Heine (Die Bäder von Lucca, 1830, Atta Troll, 1843). Către sfârșitul secolului, comediile sociale și "de salon" ale lui Oscar Wilde și George Bernard Shaw au pus noi accente în stilul satiric, caracterizate prin virtuozitate și ironie elegantă.
Literatura română, după începuturi modeste, cunoaște în a doua jumătate a acestui secol o dezvoltare furtunoasă. În genul satirei se remarcă Vasile Alecsandri (în piesele Iorgu de la Sadagura și ciclul cu Coana Chirița), Grigore Alexandrescu (Satira duhului meu), Mihai Eminescu (mai ales în cele cinci Scrisori). Maestru al genului este însă Ion Luca Caragiale, atât în Momente și Schițe, cât și în opera sa dramatică (De-ale Carnavalului, O noapte furtunoasă, O scrisoare pierdută).

## Secolul al XX-lea
Satira literară modernă își are originea în USA. Marile orașe tehnicizate și codexul moral al noii clase de mijloc formează tema de preferință a unei critici sarcastice din romanele lui Sinclair Lewis (Babbitt, 1922). Evelyne Waugh are ca țintă modul de viață al celor "zece mii" din pătura superioară a societății americane (Decline and Fall - "Declin și Prăbușire", 1928, A Handfull of Dust - "Un pumn de pulbere", 1934). Ca maestru al romanului satiric s-a profilat scriitorul american de origine rusă Vladimir Nabokov (Pnin, 1957). Scriitorul englez Aldous Huxley prezintă în romanul său de largă circulație Brave New World (1932) o viziune halucinantă a unei societăți utopice ultratehnicizate. George Orwell, într-o formă alegorică, face o critică nimicitoare a societăților totalitare de tip stalinist (Animal Farm- "Ferma animalelor", 1944, Nineteen Eighty-Four - "1984", 1949).
Un capitol special îl constituie literatura satirică de război, în care excelează scriitorul ceh Jaroslav Hasec cu Aventurile bravului soldat Șweik (1920-1922). În Uniunea Sovietică se adeverește experiența conform căreia regimurile dictatoriale, cu toate greutățile întâlnite până la pericolul pierderii libertății și chiar a vieții, reprezintă tocmai de aceea un prilej pentru dezvoltarea fructuoasă a satirei. De neîntrecut în această direcție rămâne Mihail Bulgakov cu romanul său "Maestrul și Margareta", redactat în 1940 și publicat abia în 1966.
În literatura română trebuie menționat Tudor Arghezi cu inegalabilele lui Bilete de papagal.
Autorul, regizorul și actorul german Jesko Friedrich, opina într-un interviu că: „Satira este îndreptată, în primul rând, împotriva a ceva, și anume împotriva unei realități resimțite ca incorectă și defectuoasă, reprezentată de persoane, instituții și mentalități. Acestea sunt comparate critic cu un ideal, căruia nu-i corespund. Umorul ironic nu este decât un vehicul al satirei”.